# Charles Lyttelton (3e baronnet)
Charles Lyttelton, 3e baronnet de Frankley, dans le comté de Worcester, député (1628 - 2 mai 1716) est un gouverneur anglais de la Jamaïque, officier de l'armée et député.

## Biographie
Charles Lyttelton est le deuxième fils de Thomas Lyttelton (1er baronnet) de Frankley, dans le comté de Worcester, et de Catherine Crompton. Il combat dans l'armée royaliste et s'enfuit en France en 1648. En 1650, en exil et après la restauration, il est nommé Échanson de Charles II. Pendant la vie de son frère, il sert comme officier de l'armée, devenant Général de brigade. Gouverneur de la Jamaïque de 1662 à 1664, il fonde la première ville de Port Royal, où il convoque la première assemblée législative en 1664, et de Harwich en 1667. Il est major du régiment maritime Yellow Coated, le précurseur du Royal Marines, gouverneur de Harwich et Landguard Fort lors de la Troisième guerre anglo-néerlandaise en 1672, et gouverneur de Sheerness en 1680. Il est agent commun de la Jamaïque de 1682 à 1685. Il devient député de Bewdley de 1685 à 1689. Il hérite du titre de baronnet et des domaines familiaux de Frankley, Halesowen, Hagley et Upper Arley, dans le Worcestershire, à la mort de son frère, Henry Lyttelton (2e baronnet), en 1693.

## Famille
Il se marie deux fois. Sa première épouse Catherine, fille de William Fairfax de Steeton (Yorkshire et veuve de Martin Lister de Thornton (Yorkshire), est décédée avec leur enfant en Jamaïque. Sa seconde épouse Anne, fille de Thomas Temple de Frankton, dans le Warwickshire, et demoiselle d'honneur de la reine Catherine de Bragance lui donne cinq fils et huit filles. Son fils aîné, Charles, est décédé de son vivant sans descendance et son deuxième fils, Thomas, lui succède.